# 外離島
外離島（そとばなりじま）是位於琉球列島八重山群島西表島西側2公里處的島嶼。行政區劃屬於日本沖繩縣八重山郡竹富町。島嶼西側為直徑約1.5公里的半圓，東側則延伸出長約0.5公里的半島，與相鄰的內離島在退潮的時候有沙洲相連，和西表島祖納地區之間的灣狀海域則被稱為「離溝」。全島土地所有人為曾於當地經商的臺灣商人陳進福。
由於飲用水問題，及農地難以維護，島上並不適合長久居住。但至2015年為止，島上有一位名叫木村雅文的居民（但非地主）。

## 歷史
在琉球王國時代，曾設有番所。15世紀後半，在西表島具有勢力的慶來慶田城用緒生於此島，但由於島上可用土地有限，後來便移居到對岸西表島的祖納地區。後來一度成為無人島，僅成為大型船隻的避難港，18世紀後，曾有人在島上栽培番薯、木棉、黍等物。
在第二次世界大戰期間設有高射砲等防衛設施。

## 註解
1. ↑  . VICE. 2013-05-08  [2013-05-08]. （原始内容存档于2015-05-18）.